# 鈴木重成 (俳優)
鈴木 重成（すずき しげなり、1964年8月15日 -）は、日本の俳優である。

## 来歴・人物
- 1964年8月15日、東京都世田谷区で生まれる。
- 1983年に東京芸術学院へ入学、その後渡米しニューヨークに留学。
- 1984年俳優塾に所属し、スタントの仕事とともに、小さな役でドラマに出演。
- 1985年末に帰国後『小市事務所』に所属、この時同事務所には、西村晃、マイケル富岡が在籍していた。 同年に由利徹主演『のん兵衛と若様』で初の商業舞台を踏む。その後、由利徹の喜劇等を、東京・大阪などで出演。
- 1986年に、東海テレビフジテレビ系の昼ドラ『あによめ』に主人公の友人役でレギュラー出演。 森田健作主演の舞台『俺は三四郎』東京・名古屋・大阪で好演し、同氏のドラマ『ポケットに手を入れるな』で、チャボ役を演じる。
- 1987年に前進座 中村梅之助主演の舞台『俊寛』に客演し、全国巡業に同行する。
- 1988年に新宿コマ劇場・名古屋名鉄劇場・大阪梅田コマ劇場の舞台に出演後、オーストラリアに渡豪。
- 1989年オーストラリアのTOYOTAコマーシャルに出演から、ニコール・キッドマン主演のBBC制作TVミニシリーズ『バンコックヒルトン』に出演、舞台では『Vacancy』等に出演する傍ら、ニューイングランド大学に通い教育学を勉強。同年から、現地のカソリックスクール『Mater Maria College』で、日本語とドラマの教鞭をとる。教職に就いた後もルトガー・ハウアー主演映画『The Blood of Heroes』にて、太刀まわりやスタントの振り付け、BBCミニシリーズ『Heros2』および、ドラマ『Home and Away』等に出演。
- 1990年ミュージカル『ミスサイゴン』シドニー公演に出演、コカコーラ他、TOYOTA地方CM等での仕事や、バラエティーなどで、忍者役などを演じる。
- 1991年教職では、教育庁の日本語教育プログラム作成委員として活動。アクションや、ダンスなどの振り付け以外の仕事を自粛。
- 1992年日本へ帰国。帰国後も小市事務所を通して、ナレーションなどの仕事を受けるとともに、『英会話のAEON』で英会話講師・企業研修プログラム作成等の仕事に就く。

## 現在の活動
現在は、俳優・タレントとしての活動より、教育者としての活動が主体である。英会話教育及び、WEBデザインと、WEBプログラミング講師として、自らも教鞭を取り、専門学校の主任として、教育者の育成にも携わる傍ら、仕事としてWEBデザインを受注制作し、国際交流のイベントなどを主催する。